# تشيكتاواغا
تشيكتاواغا (بالإنجليزية: Cheektowaga)‏ هي قرية غير مضمنة في ولاية نيويورك الأمريكية.
يبلغ عدد سكانها حسب تعداد سنة 2000: 79,988 نسمة. ويبلغ عددهم حسب تقدير 2007 حوالي:75,000 نسمة.

## أعلام
- تيد سميث
- تشيلسي نوبل
- توني كونراد
- ليز جونسون